# Asa Martin
Asa Martin (* 28. Juni 1900 in Winchester, Kentucky; † 15. August 1979 in Kentucky) war ein US-amerikanischer Old-Time-Musiker. Martin war zwischen 1927 und 1934 Gitarrist für Fiddlin’ Doc Roberts und trat danach überwiegend im Radio auf.

## Leben

### Kindheit und Jugend
Asa Martin wurde 1900 im Clark County in eine musikalische Familie hineingeboren; seine Mutter war Klavierlehrerin und spielte Gitarre, sein Vater war Fiddler. Musikalisch beeinflusst wurde er von der Musik der Vaudeville- und Minstrel-Shows. Da seine Familie arm war, musste Martin seine Schulausbildung 1920 abbrechen und wurde Musiker.

### Karriere
Martin schloss sich verschiedenen Vaudeville-Shows an, wo er lernte, Gitarre zu spielen, trat mit verschiedenen Bands auf und arbeitete vor allem als Hintergrundmusiker in Stummfilmkinos. Mit der Erfindung des Tonfilms verlor Martin seine Arbeit und musste andere Einkunftsquellen suchen.
Zu dieser Zeit traf er den Fiddler Doc Roberts auf einem Fiddlers‘ Contest in Winchester. Kurz danach trat Martin mit Roberts auf. 1928 erschien die erste Aufnahme für Gennett Records. Neben den gemeinsame Liedern mit Roberts spielte Martin immer wieder auch Solostücke ein – meistens waren es Parodien wie The Virginia Bootlegger oder There’s No Place Like Home (for a Married Man). In diesen Jahren waren Roberts und Martin zwei der erfolgreichsten Old-Time-Künstler für Gennett. Mit dem Eintritt von Roberts’ Sohn James in die Band als zweiter Sänger veränderte sich das Repertoire Martins in Richtung traditioneller Balladen wie Knoxville Girl oder Give My Love to Nell. Bis 1934 nahm Martin mit Doc und James Roberts für Gennett und die American Record Corporation weitere Platten auf.
Nachdem das Trio 1934 auseinanderbrach, übernahm Martin die morgendliche Radioshow Morning Roundup  auf WLAP in Lexington, Kentucky. Er war auch auf anderen Sendern in Kentucky und über WLW aus Cincinnati, Ohio, zu hören. Er spielte mit seiner eigenen Band, den Kentucky Hillbillies und reiste durch das Land. Dies war während seiner Partnerschaft mit Roberts nicht möglich gewesen, da Roberts seinen Wirkungsbereich auf Kentucky beschränkte. Martin wird als Entdecker des Banjo-Spielers David „Stringbean“ Akeman angesehen; 1935 engagierte er den jungen Musiker und gab ihm während eines Konzertes den Spitznamen „String Beans“, da er Akemans Namen vergessen hatte.
1938 spielte er einige Lieder für Decca Records ein.

### Rückzug
Mit dem Eintritt der USA in den Zweiten Weltkrieg zog Martin sich aus dem Musikgeschäft zurück und arbeitete in einer Munitionsfabrik in Middletown, Ohio. In den 1950er-Jahren zog Martin nach Irving, Kentucky, wo er Land gekauft hatte. Nach seiner Pensionierung 1965 begann er, mit seiner neuen Band, den Cumberland Rangers, aufzutreten und spielte 1974 mit dieser Gruppe das Album Dr. Ginger Blue ein. 1968 interviewten ihn die Musikjournalisten Norm Cohen und Archie Green. Die beiden organisierten ein Konzert mit Martin, Doc Roberts und James Roberts.

## Diskografie

### Singles
Diskografie ist nicht vollständig.
| Jahr              | Titel                                                   | #    | Anmerkungen |
| ----------------- | ------------------------------------------------------- | ---- | ----------- |
| Conqueror Records |                                                         |      |             |
|                   | I Tickled Her Under the Chin / She Ain’t Built that Way | 8012 |             |
|                   | Quit Hanging Round, Baby / Roadside Drifter             | 9242 |             |
| Vocalion Records  |                                                         |      |             |
|                   | Low and Blue / Jenny Barn Bound                         | 4529 |             |
|                   | Chums for Fifty Years / Red River Valley Rose           | 4569 |             |
|                   | Way Down on the Farm / I’ll Be There a Long, Long Time  | 4673 |             |
|                   | Roadside Drifter / Quit Hangin’ Around, Baby            | 4759 |             |
|                   | Knock Kneed Susie Jane / Hot Sausage Mama               | 4827 |             |
|                   | Harlan Town Tragedy / Lonesome, Broke and Weary         | 4894 |             |

### Alben
- 19??: Asa Martin (Rounder)
- 1974: Dr. Ginger Blue (Rounder)